# جوك يونغ
جوك يونغ (بالإنجليزية: Jock Young)‏ هو عالم اجتماع بريطاني، ولد في 4 مارس 1942 في ميدلوثيان في المملكة المتحدة، وتوفي في 16 نوفمبر 2013 في نيويورك في الولايات المتحدة بسبب سرطان الغدة الدرقية.